# Zekarias Yohannes
Zekarias Yohannes (ur. 13 maja 1925 w Adigenú, zm. 1 grudnia 2016) – erytrejski duchowny katolicki rytu aleksandryjskiego, biskup diecezjalny Asmary.

## Życiorys
Święcenia kapłańskie otrzymał 2 czerwca 1949.
29 stycznia 1981 papież Jan Paweł II mianował go biskupem pomocniczym Asmary, ze stolicą tytularną Barca. 6 czerwca tego samego roku z rąk arcybiskupa Paulosa Tzadua przyjął sakrę biskupią. 17 czerwca 1984 mianowany ordynariuszem Asmary. 25 czerwca 2001 ze względu na wiek na ręce papieża Jana Pawła II złożył rezygnację z zajmowanej funkcji.
Zmarł 1 grudnia 2016.